# خط عرض 32° شمال

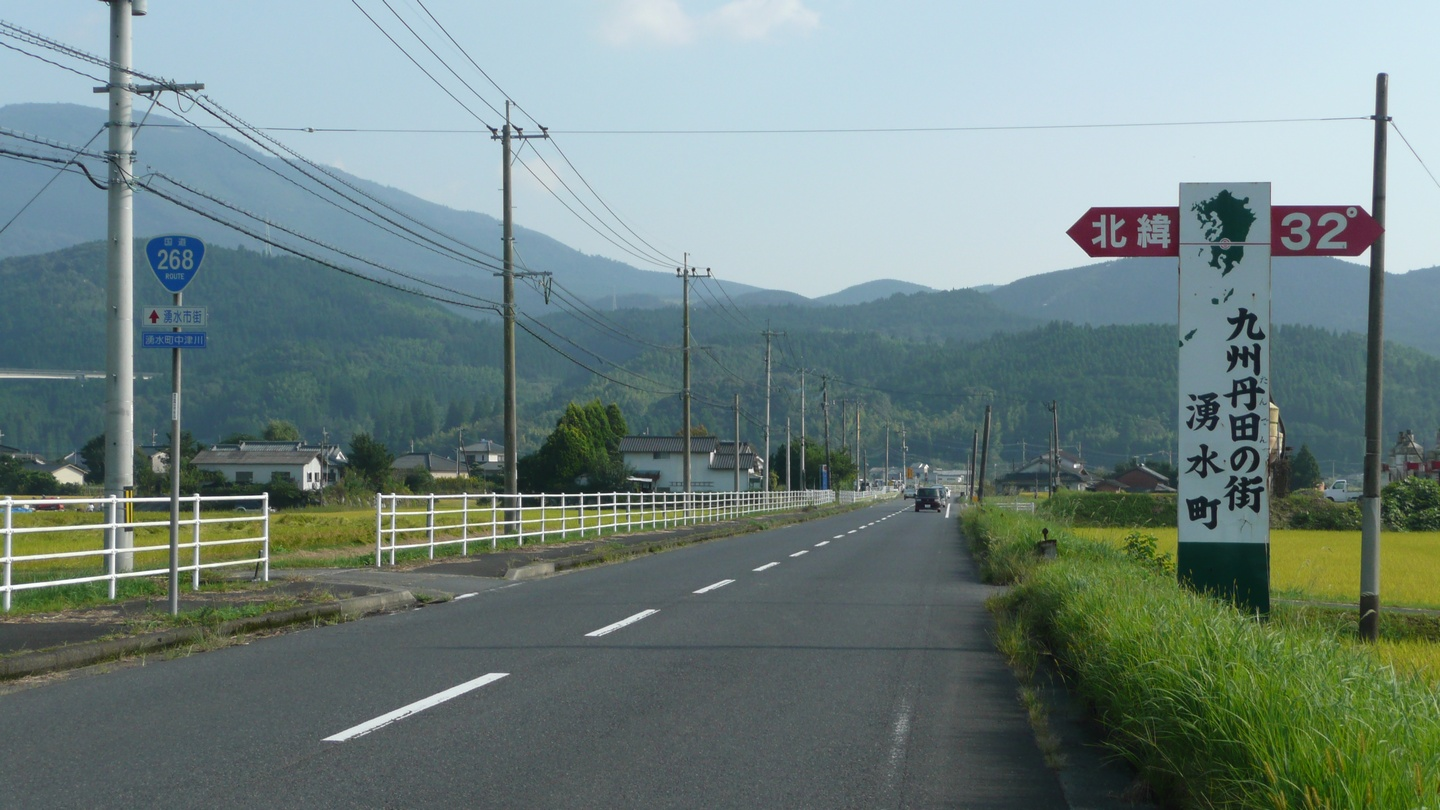
الطريق الوطني 268 (مدينة يوسوي، كاجوشيما، اليابان)

خط عرض 32° شمال هي إحدى دوائر العرض الجغرافية، وهي دوائر وهمية تحيط بالكرة الأرضية، وموازية لخط الاستواء، وتتميز هذه الدائرة بأن الأراضي الواقعة عليها تنتمي للمنطقة المعتدلة الدفيئة.

## حول العالم
يبدأ من خط الزوال الأولي ويتجه شرقا، خط عرض 32° شمال يمر عبر:
| الإحداثيات                           | البلد أو الإقليم أو البحر | ملاحظات |
| ------------------------------------ | ------------------------- | --- |
| 32°0′N 0°0′E / 32.000°N 0.000°E      | الجزائر                   | |
| 32°0′N 9°8′E / 32.000°N 9.133°E      | تونس                      | |
| 32°22′N 24°37′E / 32.367°N 24.617°E  | مصر                       | |
| 32°0′N 10°47′E / 32.000°N 10.783°E   | ليبيا                     | |
| 32°0′N 15°21′E / 32.000°N 15.350°E   | البحر الأبيض المتوسط      | خليج سرت |
| 32°0′N 19°58′E / 32.000°N 19.967°E   | ليبيا                     | |
| 32°0′N 24°49′E / 32.000°N 24.817°E   | البحر الأبيض المتوسط      | |
| 32°0′N 34°44′E / 32.000°N 34.733°E   | إسرائيل                   | |
| 32°0′N 35°0′E / 32.000°N 35.000°E    | الضفة الغربية             | Controlled by إسرائيل و فلسطين |
| 32°0′N 35°32′E / 32.000°N 35.533°E   | الأردن                    | مرورا بشمال عمان (مدينة) |
| 32°0′N 39°0′E / 32.000°N 39.000°E    | السعودية                  | |
| 32°0′N 40°6′E / 32.000°N 40.100°E    | العراق                    | |
| 32°0′N 47°42′E / 32.000°N 47.700°E   | إيران                     | |
| 32°0′N 60°50′E / 32.000°N 60.833°E   | أفغانستان                 | |
| 32°0′N 69°18′E / 32.000°N 69.300°E   | باكستان                   | المناطق القبلية الخاضعة للإدارة الاتحادية بلوشستان (باكستان) - لحوالي 16 km Federally Administered Tribal Areas خيبر بختونخوا البنجاب (باكستان)                                                   |
| 32°0′N 74°50′E / 32.000°N 74.833°E   | الهند                     | بنجاب (الهند) هيماجل برديش |
| 32°0′N 78°40′E / 32.000°N 78.667°E   | أكساي تشين                | Disputed between الهند و جمهورية الصين الشعبية |
| 32°0′N 78°44′E / 32.000°N 78.733°E   | جمهورية الصين الشعبية     | منطقة التبت ذاتية الحكم تشينغهاي Tibet (لحوالي 12 km) Qinghai (لحوالي 6 km) Tibet (لحوالي 4 km) Qinghai (لحوالي 4 km) Tibet سيتشوان تشونغتشينغ شنشي خوبي خنان آنهوي جيانغسو — مرورا بجنوب نانجينغ |
| 32°0′N 121°45′E / 32.000°N 121.750°E | بحر الصين الشرقي          | |
| 32°0′N 130°11′E / 32.000°N 130.183°E | اليابان                   | جزيرة كيوشو: — كاغوشيما (محافظة) — ميازاكي (محافظة) |
| 32°0′N 131°30′E / 32.000°N 131.500°E | المحيط الهادئ             | |
| 32°0′N 116°51′W / 32.000°N 116.850°W | المكسيك                   | ولاية باها كاليفورنيا ولاية سونورا |
| 32°0′N 113°12′W / 32.000°N 113.200°W | الولايات المتحدة          | أريزونا نيومكسيكو New Mexico / تكساس border Texas — مرورا عبر the cities of مدلاند وهيلزبورو (تكساس) لويزيانا مسيسيبي ألاباما جورجيا (ولاية أمريكية) — مرورا عبر the city of سافانا (جورجيا)      |
| 32°0′N 80°50′W / 32.000°N 80.833°W   | المحيط الأطلسي            | مرورا بجنوب برمودا · مرورا بجنوب the Desertas Islands، ماديرا, البرتغال |
| 32°0′N 9°22′W / 32.000°N 9.367°W     | المغرب                    | |
| 32°0′N 2°56′W / 32.000°N 2.933°W     | الجزائر                   | |